# Cantó de Pont a Riom
El cantó de Pont a Riom és un cantó francès del departament de Cruesa, situat al districte de Garait. Té 10 municipis i el cap és Pont a Riom.

## Municipis
- La Chapela Sent Marçau
- Janalhac
- Pont a Riom
- La Poja
- Sarden
- Sent Alec
- Sent Jòrgi la Poja
- Sent Alari lo Chasteu
- Tauron
- Vidalhac

## Història
| Data d'elecció                           | Identitat        | Partit        | Qualitat |
| ---------------------------------------- | ---------------- | ------------- | -------- |
| 1970-1976                                | Georges Mercier  | Divers droite |          |
| 1976-1994                                | Claude Chazeirat | PS            |          |
| 1994-                                    | Jacky Guillon    | PS            |          |
| les dades anteriors no són pas conegudes |                  |               |          |
|                                          |                  |               |          |

## Demografia
| 1962  | 1968  | 1975  | 1982  | 1990  | 1999  | 2006  |
| ----- | ----- | ----- | ----- | ----- | ----- | ----- |
| 3.868 | 4.174 | 3.650 | 3.366 | 2.952 | 2.821 | 2.879 |